# Zirmbach
Der Zirmbach ist ein knapp 10 km langer Bach im Sellraintal in Tirol, Österreich. 

## Verlauf
Der Zirmbach entsteht östlich unterhalb des Kühtaisattels in einer Höhe von 1830 m ü. A. aus dem Zusammenfluss von Stockacher Bach (auch: Stockachbach) und Klammbach im Gemeindegebiet von Stams. Der Stockacher Bach entspringt am östlichen Ortsrand von Kühtai (47° 12′ 55″ N, 11° 1′ 34″ O) in einer Höhe von 2015 m ü. A. und hat eine Länge von 2,9 km. Der 2,5 km lange Klammbach hat seinen Ursprung in einem kleinen Seitental unterhalb des Mitterzeigerkogels (47° 14′ 18″ N, 11° 2′ 34″ O) in einer Höhe von 2267 m ü. A.
Der Zirmbach fließt in etwa in östlicher Richtung durch das obere Sellraintal, passiert die Zirmbachalm, Haggen, St. Sigmund im Sellrain und mündet unweit des Ortskerns von Gries im Sellrain in die aus dem Lüsenstal kommende Melach. Die wichtigsten Zubringer sind der Kraspesbach bei Haggen und der Gleirschbach bei St. Sigmund, die beide von rechts einmünden. Weitgehend parallel zum Zirmbach verläuft die Sellraintalstraße (L13), die ihn mehrmals überquert.

## Einzugsgebiet und Wasserführung
Das natürliche Einzugsgebiet des Zirmbaches beträgt knapp 70 km² und ist damit in etwa gleich groß wie das der Melach bis zu seiner Einmündung. Rund 2,2 km² oder 3 % des Einzugsgebietes sind vergletschert. Der höchste Punkt im Einzugsgebiet ist der Gleirscher Fernerkogel mit 3189 m ü. A. Mehrere Zuflüsse des Zirmbaches werden in den Speicher Längental des Kraftwerks Sellrain-Silz abgeleitet, wodurch sich das wirksame Einzugsgebiet um 31 km² reduziert.
Der Zirmbach weist ein nivales Abflussregime auf, der niedrigste Wasserstand wird in den Wintermonaten gemessen, der höchste bei der Schneeschmelze im späten Frühjahr.

## Name
Der Name des Baches bezieht sich auf die im Sellrain häufig vorkommenden Zirben.